# 学校法人松商学園

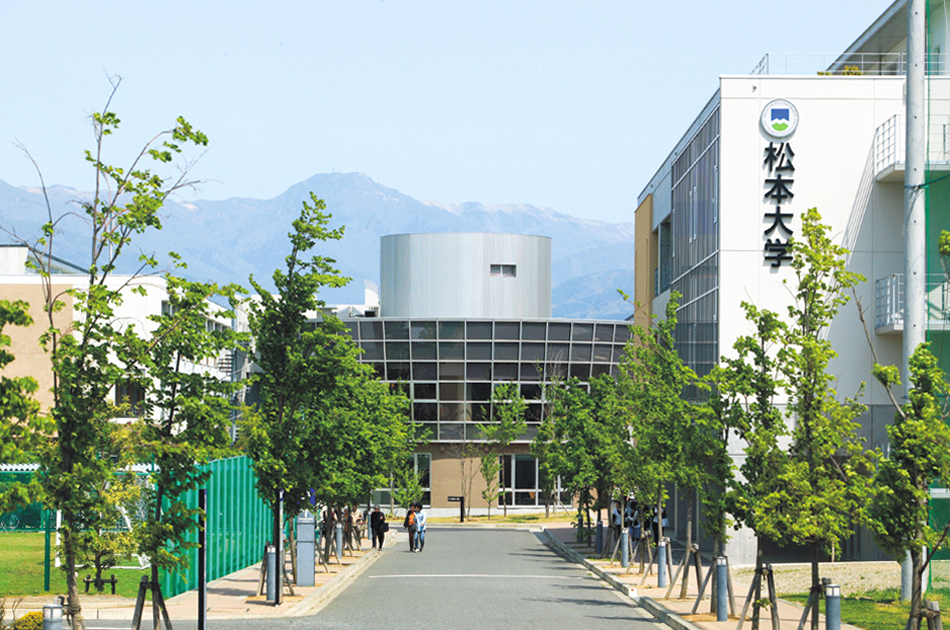
法人事務局所在地の松本大学

学校法人松商学園（がっこうほうじんまつしょうがくえん）は、松商学園高等学校、松本大学を中心とする学校を運営する長野県松本市の学校法人。なお松本市に隣接する塩尻市の松本歯科大学とは別法人であり全く関係はない。

## 沿革
- 1898年 - 木澤鶴人により私立戊戌学会創立
- 1911年 - 松本商業学校と改称
- 1919年 - 財団法人松本戊戌商業学校解散、財団法人私立松本商業学校となる
- 1938年 - 財団法人松本商業学校と改称
- 1948年 - 財団法人松商学園と改称、新学制による松商学園高等学校・松商学園中学校開校
- 1951年 - 学校法人松商学園に組織変更
- 1953年 - 松商学園短期大学が松本市県（現在の高校敷地の一部）に開学
- 1957年 - 松商学園中学校廃止
- 1977年 - 松商学園短期大学が松本市新村（現在の松本大学敷地の一部）に全面新築移転
- 2002年 - 松本大学開学、松商学園短期大学を松本大学松商短期大学部と改称
- 2007年 - 学校法人松本松南高等学校と合併
- 2008年 - 松本松南高等学校の経営を学校法人松商学園に移管
- 2010年 - 松本松南高等学校閉校、松本秀峰中等教育学校開校

## 設置校
- 松商学園高等学校
- 松本大学
- 松本大学松商短期大学部
- 松本秀峰中等教育学校

## 廃止校
- 松本松南高等学校

## 本部所在地
- 〒390-1295 長野県松本市大字新村2095番地1